# IżAwto

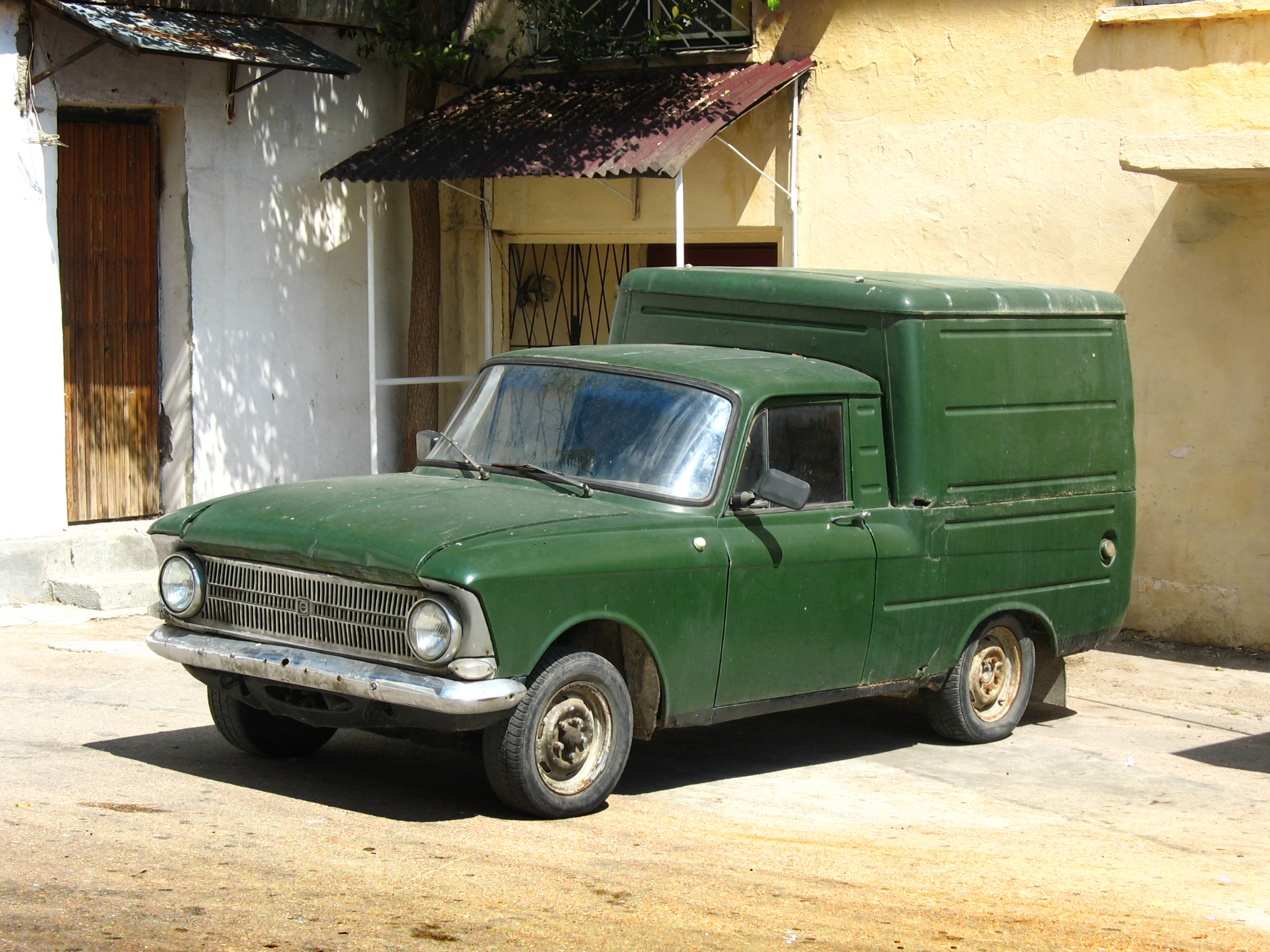
IŻ 2715

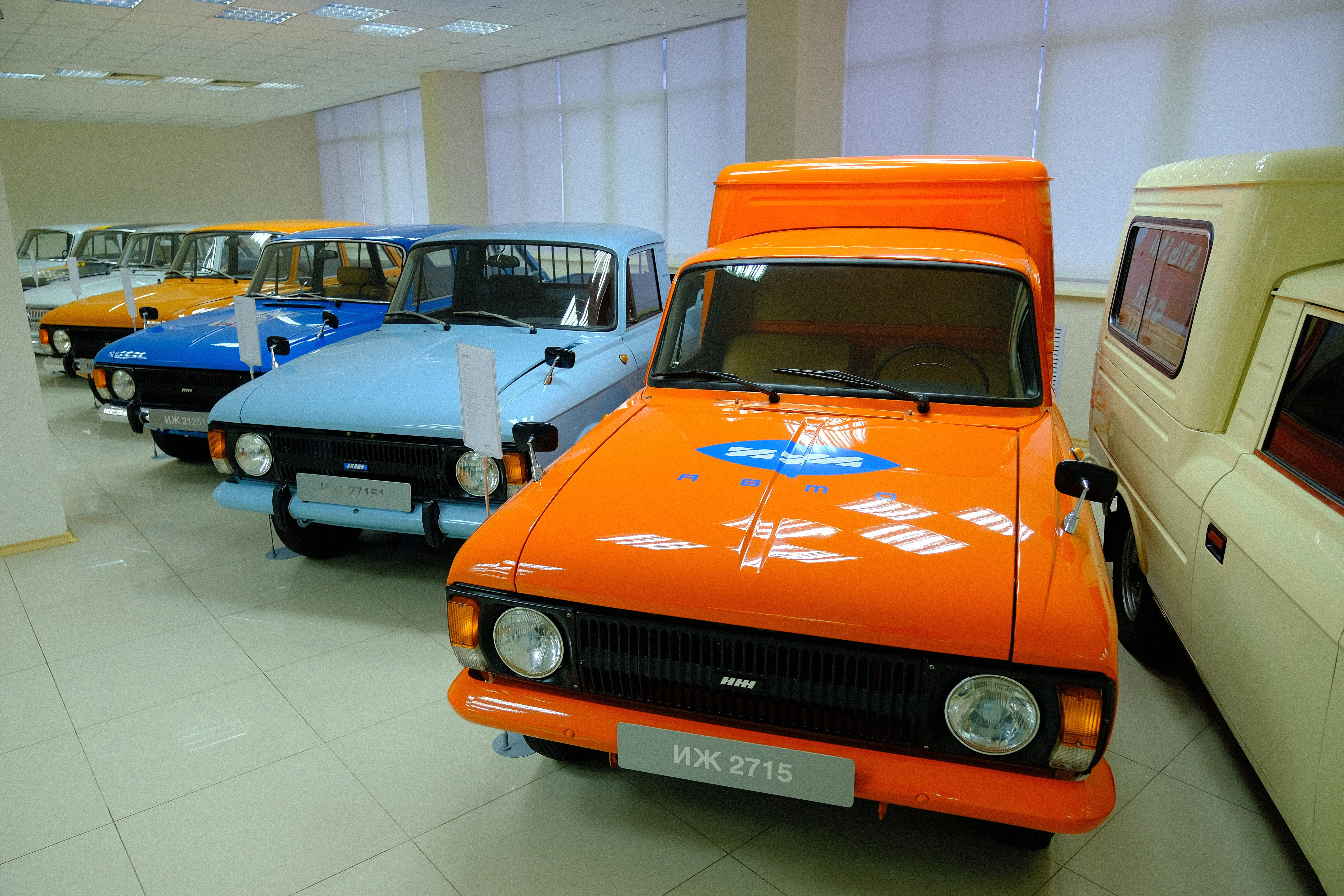
IŻ 2715-01, muzeum IżAwto

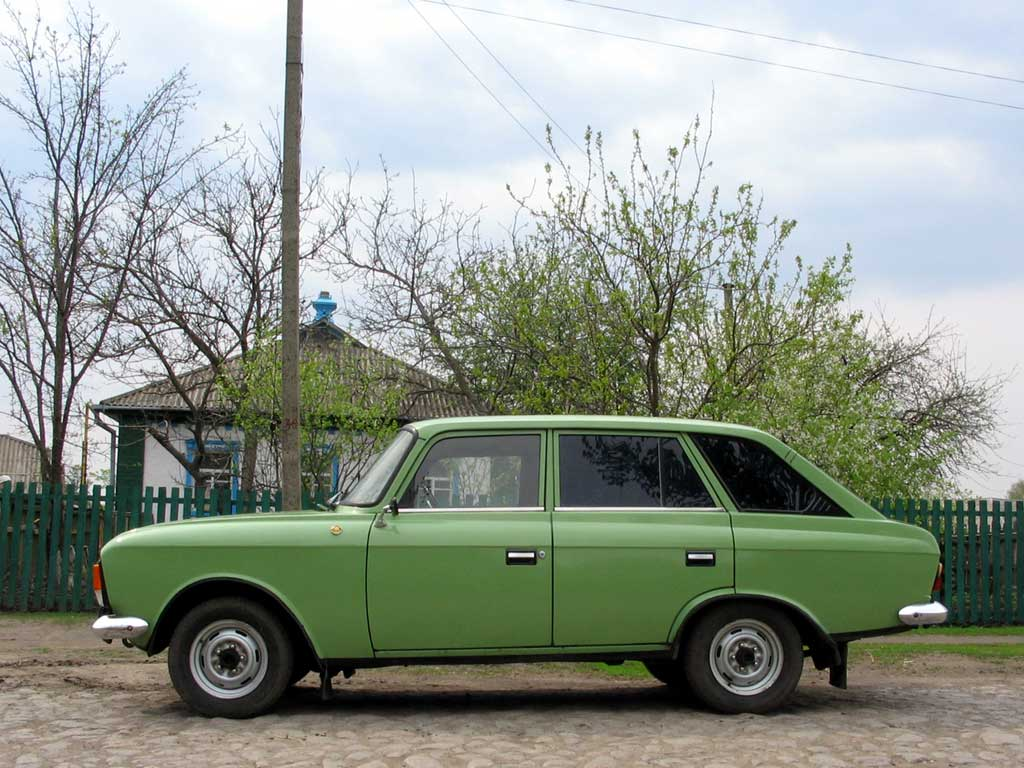
IŻ 2125 Kombi

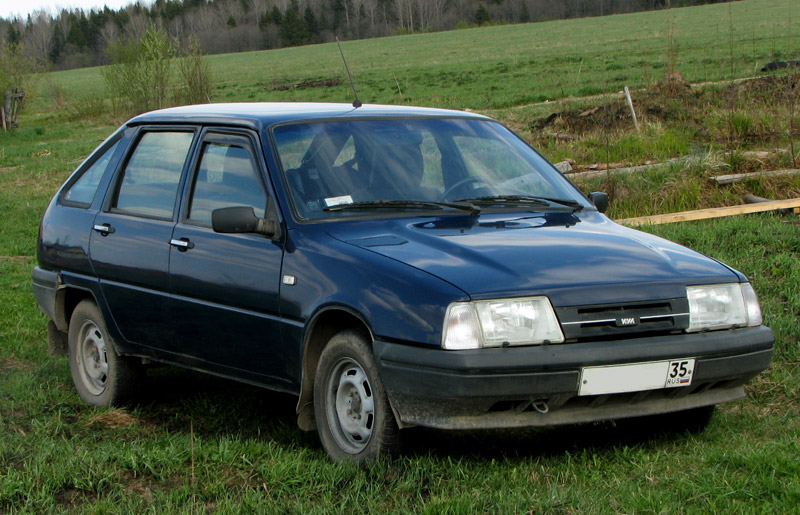
IŻ 2126 Oda

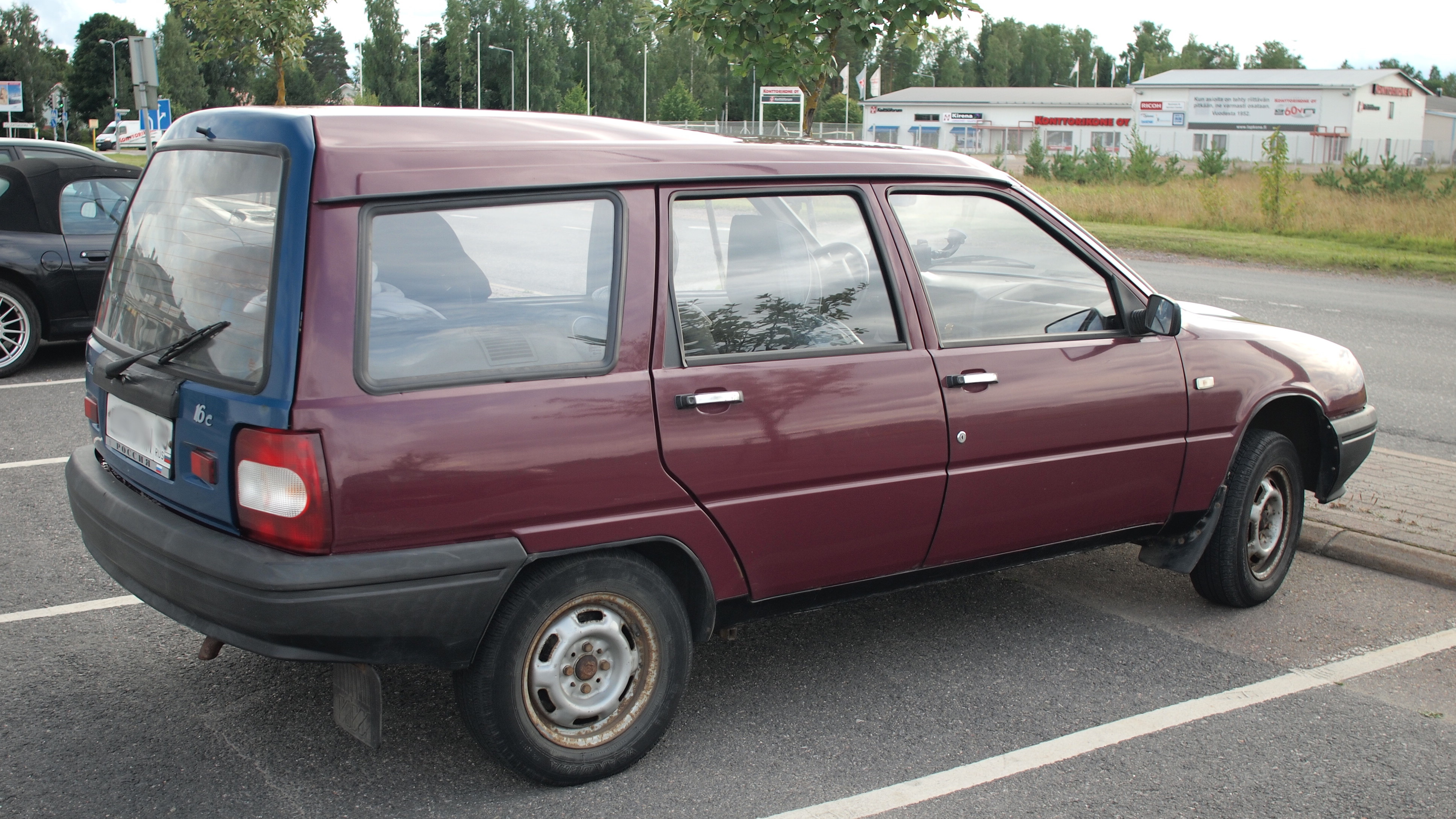
IŻ-21261 Fabula

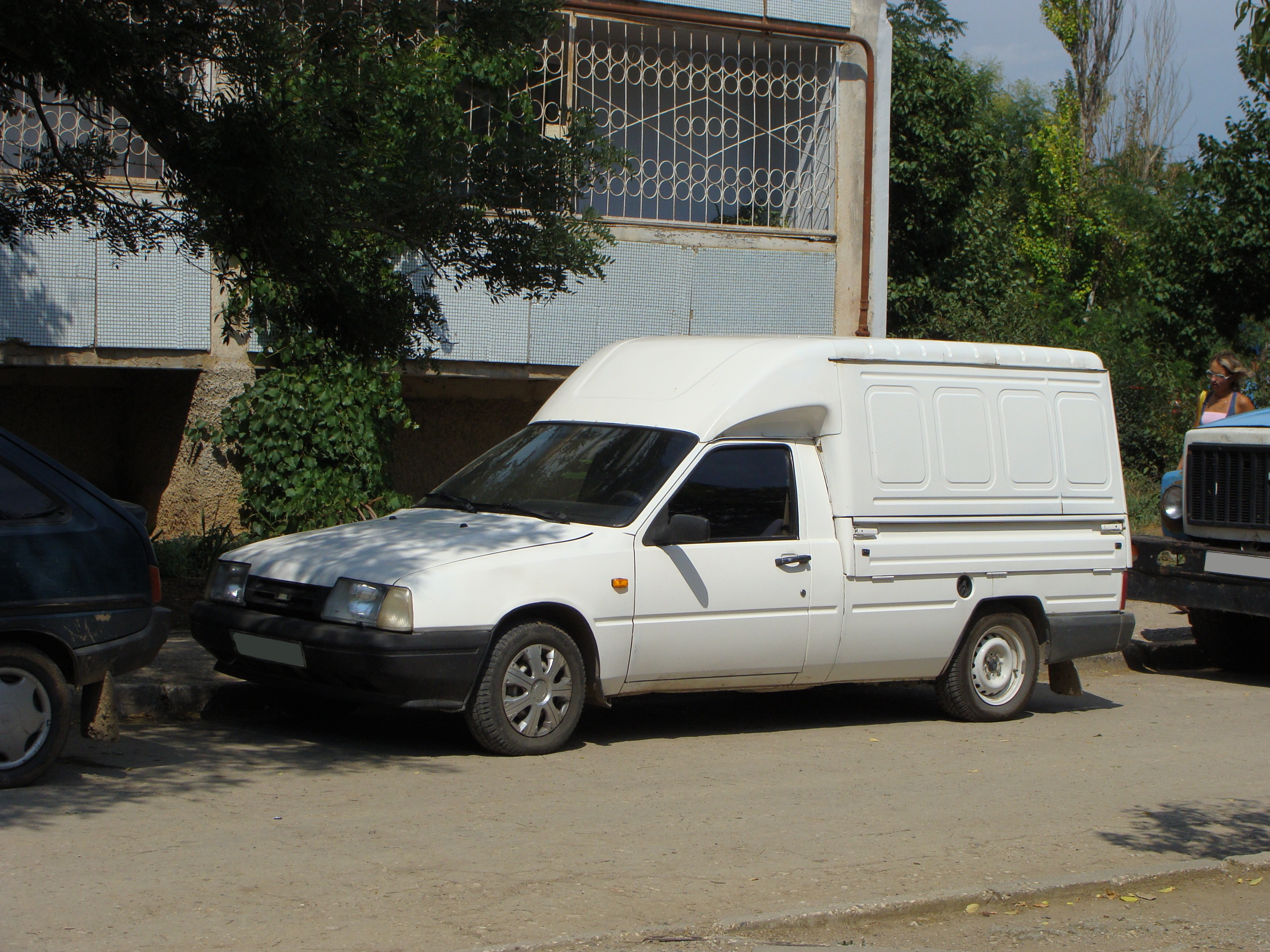
IŻ-2717

Łada Iżewskij Awtomobilnyj Zawod (Iżewska Fabryka Samochodów), w skrócie Łada Iżewsk (ros. Ижевский автомобильный завод – Лада Ижевск) – producent samochodów osobowych z siedzibą w rosyjskim Iżewsku; nazwa fabryki pochodzi od przepływającej przez miasto rzeki Iż. Obecnie działa w formie spółki z ograniczoną odpowiedzialnością (ros. OOO) i jest kontrolowana od 2011 roku przez AwtoWAZ.

## Historia
Zakład początkowo wchodził w skład państwowego kombinatu Iżmasz (Iżewskij Maszynostroitielnyj Zawod – Iżewskie Zakłady Maszynowe). Produkcję motocykli w Iżmaszu rozpoczęto w roku 1929. Już w roku 1958 rozpoczęły się prace nad prototypowym pojazdem przeznaczonym dla rolnictwa o nazwie „Ogoniok”, zaprojektowanym przez instytut NAMI. Model ten jednak nigdy nie wszedł do seryjnej produkcji. W związku z rosnącym popytem w ZSRR na samochody osobowe, 25 czerwca 1965 roku władze zdecydowały zbudować w ramach Iżmaszu nowe zakłady samochodowe i umieścić tam produkcję samochodów Moskwicz. Stronnikiem tego i późniejszym protektorem zakładów był przewodniczący Rady Najwyższej Gospodarstwa Narodowego ZSRR, następnie sekretarz KC KPZR Dmitrij Ustinow, związany z radzieckim kompleksem przemysłowo-obronnym, w którego skład wchodził Iżmasz. Fabrykę samochodów zbudowano w innej części miasta w znacznej części od podstaw; jej teren zajął 120 hektarów, a łączna długość linii produkcyjnej wynosiła 33,5 km. Zainwestowano przy tym w zakup nowoczesnego oprzyrządowania na zachodzie Europy (m.in. ważącej 160 ton prasy we Francji), przez co samochody produkowane w Iżewsku wyróżniały się przez dłuższy czas jakością od oryginalnych Moskwiczy produkcji AZLK. Spośród radzieckich zakładów samochodowych, Iżmasz nie podlegał Ministerstwu Przemysłu Samochodowego.
Początkowo uruchomiono montaż samochodów Moskwicz 408 z części dostarczanych przez moskiewskie zakłady i 12 grudnia 1966 roku z taśm fabryki zszedł pierwszy zmontowany samochód. Stopniowo w miarę kompletowania wyposażenia, udział zakładu w Iżewsku w produkcji samochodów wzrastał i w 1971 r. zakład osiągnął pełne możliwości produkcyjne. Na początku lat 70. osiągnięto liczbę 122 000 produkowanych samochodów rocznie. Moskwicza 408 niebawem pod koniec 1967 roku zastąpił w produkcji model Moskwicz 412, produkowany aż do lat 90. i modernizowany następnie przez fabrykę. Jego wersje rozwojowe, ulepszony furgon IŻ 2715, hatchback IŻ 2125 Kombi i pickup IŻ 27151, opracowane już w Iżewsku, produkowane były odpowiednio od 1972, 1973 i 1975 roku do lat 90. W 1982 roku produkowane samochody poddano modernizacji. Na podstawie Moskwicz 412 w latach 70. XX wieku opracowano też prototypy Iż TE, Iż-19 oraz najbardziej obiecujący terenowy Iż-14. Żaden z nich nie wszedł jednak do produkcji, gdyż w przypadku ostatniego z nich, rząd radziecki zdecydował o rozpoczęciu wytwarzania terenowej Łady Niwy.
W latach 80. fabryka samochodów Iżmaszu stała się osobnym zakładem Iżmasz-Awto (ros. Ижмаш-Авто), a w latach 90. zmieniła nazwę na Iżewskij Awtomobilnyj Zawod, w skrócie IżAwto i formę prawną na otwartą spółkę akcyjną (ros. OAO). W styczniu 1989 r. zakłady zbudowały trzymilionowy samochód.
Od połowy lat 70. podjęto prace nad nową serią pojazdów IŻ Orbita (od 1999 roku nazywanych Oda). Z uwagi na problemy finansowe, zaprezentowany w 1979 roku hatchback IŻ 2126 wszedł do małoseryjnej produkcji dopiero w 1990 roku, a taśmowej – w 1998 roku.
W 1998 roku rozpoczęła się seryjna produkcja furgonu i pickupa IŻ 2717 i 27171. Od 2003 roku produkowano kombi IŻ 21261 Fabuła. W listopadzie 2001 roku wszystkie modele serii 2126 przeszły face lifting. Do produkcji wprowadzone zmodernizowanego hatchbacka 2126 Oda Nika. Modele osobowe tej rodziny produkowane były do 2005 r., dłużej był produkowany jedynie furgon IŻ-2717.
Od 2000 roku fabryka samochodów osobowych w Iżewsku należała do Grupy SOK («Сок»), wobec czego rozpoczęto produkcję modeli z gamy Łada, wytwarzanych pierwotnie przez firmę AwtoWAZ. Od lipca 2001 roku do grudnia 2005 roku fabryka w Iżewsku produkowała model WAZ 21063. Rok później dołączyło do niego kombi WAZ 21043, produkowane do sierpnia 2009. Montowano także samochody Kia Spectra, od 2006 Kia Rio, od 2007 Kia Sorento.
Wiosną 2009 roku przedsiębiorstwo OAO IżAwto przerwało produkcję, po czym pod koniec roku ogłoszono jego upadłość (prowadzono w tej sprawie śledztwo, pod kątem podejrzeń wyprowadzenia majątku spółki przez grupę SOK). Nowym właścicielem za długi został Sbierbank Rossii i we wrześniu 2010 r. podjęto na nowo produkcję samochodów WAZ-2104 i IŻ 27175. W lutym 2011 roku sąd potwierdził bankructwo zakładów, lecz w tym samym roku zostały one wykupione przez przedsiębiorstwo OAG (Obiedniennaja awtomobilnaja gruppa), które z kolei w październiku stało się własnością AwtoWAZ.
Mimo sporego zadłużenia, AwtoWAZ wiązało plany z zakładem w Iżewsku. W 2011 roku przeniesiono do IżAwto produkcję WAZ 2107, lecz w kwietniu 2012 roku ją zakończono, a we wrześniu 2012 roku zakończono tam produkcję kombi WAZ 2104, kończąc tym samym definitywnie produkcję w Rosji „klasycznej” serii Łady (ros. Łada „kłassika”). 25 lipca 2012 r. podjęto za to produkcję nowego modelu Łada Granta.

## Pojazdy produkowane w fabryce
- 1966 – Moskwicz 408 (Москвич-408)
- 1967 – 1997 – Moskwicz 412 (Москвич-412)
- 1968 – 1973 – Moskwicz 434 (Москвич-434) (furgon)
- 1972 – 1982 – IŻ 2715 (ИЖ-2715)
- 1973 – 1982 – IŻ 2125 Kombi (ИЖ-2125 «Ко́мби»)
- 1974 – 1982 – IŻ 27151 (ИЖ-27151)
- 1982 – 1997 – IŻ 2715-01 (ИЖ-2715-01)
- 1982 – 1997 – IŻ 27151-011-01 (ИЖ-27151-011-01)
- 1982 – 1997 – IŻ 21251 (ИЖ-21251 «Ко́мби»)
- 1988 – 2001 – IŻ 27156 (ИЖ-27156)
- 1991 – 2005 – IŻ 2126 Orbita/Oda (ИЖ-2126 Орбита/Ода), IŻ 2717 (ИЖ-2717), IŻ 27171 (ИЖ-27171), IŻ 21261 Fabula (ИЖ-21261)
- 2005 – 2009 – Kia Spectra
- 2006 – 2009 – Kia Rio
- 2007 – 2009 – Kia Sorento
- 2001 – 2005 – WAZ 2106 (ВАЗ-2106)
- 2002 – 2012 – WAZ 2104 (ВАЗ-2104)
- 2011 – 2012 – WAZ 2107 (ВАЗ-2107) (wyprodukowano 42,5 tys.)[9]
- 2012 – Łada Granta